# Goodbye Charlie (pièce de théâtre)
Pour les articles homonymes, voir Goodbye Charlie.
Goodbye Charlie est une pièce de théâtre américaine de comédie de George Axelrod, créée en 1959 au Lyceum de New York.

## Au théâtre en France
En France, la pièce a été jouée :
- sous son nom français Au revoir Charlie au théâtre des Ambassadeurs en 1964, adaptation de Jacques Deval ;
- sous son nom anglais original Goodbye Charlie :
  - au théâtre Marigny en 1979 pour l'émission de télévision Au théâtre ce soir, adaptation de Barillet et Gredy, mise en scène par Georges Vitaly, réalisation Pierre Sabbagh,
  - au théâtre de la Michodière en 2009, adaptation de Dominique Deschamps et Didier Caron, mise en scène de Didier Caron[1].

## Adaptations au cinéma
La pièce a été adaptée au cinéma :
- en 1964 par le réalisateur Vincente Minnelli et le scénariste Harry Kurnitz, avec les acteurs Debbie Reynolds et Tony Curtis, et diffusée en France sous le titre Au revoir, Charlie (titre original anglais : Goodbye Charlie) ;
- en 1991 par le réalisateur et scénariste Blake Edwards, avec les acteurs Ellen Barkin et Jimmy Smits, et diffusée en France sous le titre Dans la peau d'une blonde (titre original anglais : Switch).